# Rotes Universitätsgebäude

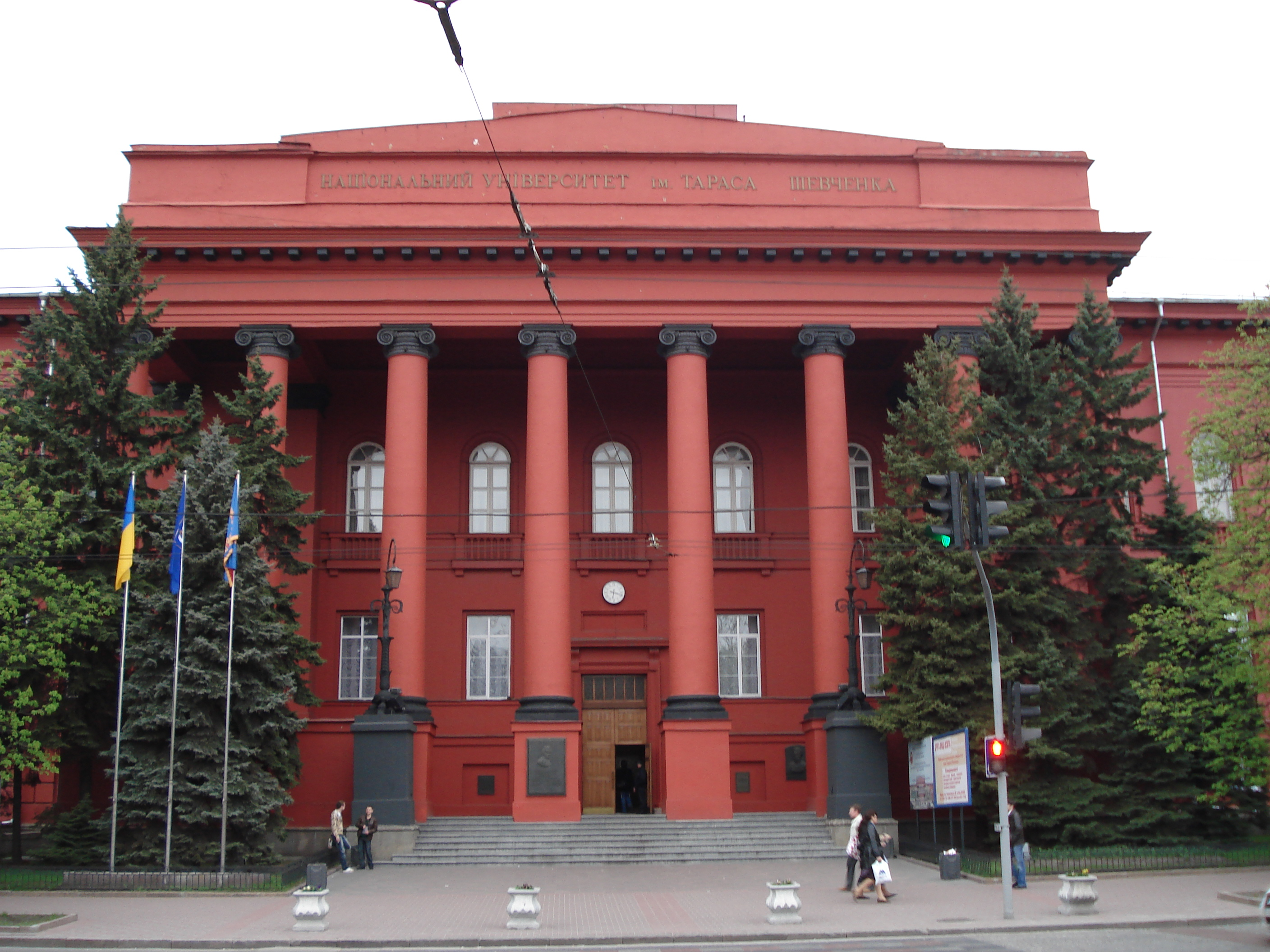
Rote Universität, Kiew

Das Rote Universitätsgebäude (ukrainisch Червоний корпус Київського університету; translit.: Chervonyi Korpus Kyivskoho Universytetu) ist das Hauptgebäude der Universität Kiew. Es befindet sich in der Volodymyrska Straße 60 und ist das älteste Gebäude der Universität. Der Bau dominiert mit seiner exponierten Lage auf einem Hügel das Stadtbild.
Der Bau wurde auf Anweisung des Zaren Nikolaus I. zwischen 1837 und 1843 im Stil des Klassizismus durch den italienischen Architekten Vincent Beretti errichtet. Das Gebäude umschließt einen Lichthof. Die Länge der Fassade beträgt 145,68 Meter. Die Hauptfassade wird durch einen Portikus mit acht ionischen Säulen auf hohen Postamenten ausgezeichnet. Die gesamte Mauerwerk ist rot verputzt, die Basen und Kapitelle der Säulen sind schwarz gefasst. Diese Farben entsprechen denen des Orden des Heiligen Wladimir. Namensgeber der Universität ist Wladimir I., Großfürst von Kiew. Das Motto des Ordens ПОЛЬЗА ЧЕСТЬ И СЛАВА ist zugleich das Motto der Universität Kiew. Das offizielle Wappen der Universität enthält das Motto in lateinischer Sprache – UTILITAS HONORIA ET GLORIA.
Im März 2015 gab die ukrainische Nationalbank eine Banknote im Wert von 100 Hrywnja mit dem Bild des Gebäudes auf der Verso-Seite heraus.